# Lohfelden
Lohfelden é um município da Alemanha, situado no distrito de Kassel, no estado de Hesse. Tem 16,57 km² de área, e sua população em 2019 foi estimada em 14.220 habitantes.